# 英利天后宫
英利天后宫，位于中国广东省湛江市雷州市英利镇英利圩，为湛江市雷州市的一个市级文物保护单位，类型为古建筑，公布时间为2002年10月10日。
英利天后宫的历史年代为明代。